# محمد رستمی
محمد رستمی (زاده ۱۵ سپتامبر ۱۹۸۵) یک بازیکن فوتبال است. وی هم‌اکنون هافبک باشگاه فوتبال داماش گیلان است.